# Dannebrog
 For alternative betydninger, se Dannebrog (flertydig). (Se også artikler, som begynder med Dannebrog)
Dannebrog er det i Danmark almindeligt anvendte navn for Danmarks nationalflag. Det er rødt med et hvidt kors, der når til siderne af flaget.
Korsflag kendes fra flere steder, men altovervejende i Nordeuropa, først og fremmest de andre nordiske lande – Finland, Sverige, Norge og Island – samt de autonome områder Åland og Færøerne, og tillige fra det baltiske område, Oldenborg med flere steder, herunder som byflag (fx Pärnu i Estland).
Flaget menes normalt at stamme fra den danske korstogsperiode i 1100-1200-tallet. Den første dokumenterede brug er dog i Valdemar Atterdags våbenskjold fra anden halvdel af 1300-tallet. En velkendt myte om flagets oprindelse angiver, at flaget faldt ned fra himlen under Valdemar Sejrs slag ved Lyndanisse i 1219 mod esterne. De tidligste versioner af sagnet placerer imidlertid denne begivenhed i et slag ved Fellin i 1208. Det drejer sig om to beretninger fra starten af 1500-tallet fra henholdsvis teologen og krønikeskriveren Christiern Pedersen og munken Peder Olsen, som sandsynligvis bygger på den samme, nu ukendte, kilde.

## Etymologi
Det er almindeligt accepteret, at ordets andet led (-brog) betegner en form for tøjstykke.
Det har været foreslået, at det første led (danne-) er den samme som i ord som Danevirke og Danmark, altså "dan(sk)ernes". Det har ført til den traditionelle udlægning af ordet som: "danernes fane". En anden mulighed, der har vundet mere indpas i nyere tid, er, at ordet er beslægtet med "dan", det frisiske ord for "rød(farvet)". Denne teori støttes af, at tillægsordet "dannebroget" betyder "rødt med hvide prikker" eller "rødbroget".

## Udseende
Den officielle røde farve på Dannebrog kaldes normalt bare for dannebrogsrød. Det tekniske navn på farven er pantone 186C (og farven på orlogsflaget pantone 194C).
Pantone 186C svarer i RGB farver til R224 G024 B054 og HEX koden er #E31836.
Pantone 194C svarer i RGB farver til R172 G002 B052 og HEX koden er #AC0234.
Andre data i standarden (DS 359 'Flagdug') er:
- Rivstyrke: Mindst 76 newton i kædetrådene og 62 newton i skudtrådene.
- Materiale (fra og med 2005): 100% polyester.
- Vægt: 130 – 175 gram pr. m².

I en forordning fra 1748 er målene for koffardiflagene blevet fastsat, og de samme mål gælder for Dannebrog. Målene er illustreret i figuren til højre (28:37).
Når bagkanten er vokset (til 28:37 med en slidkant), er det dels fordi, man ville have noget at klippe af, når flaget blev slidt, dels fordi flaget ikke smældede så meget, når det var langt og smalt, dels er det en påvirking fra vimplerne, og dels er forkanten på et flag mere udstrakt end bagkanten, og derfor bør flagets midte være forskudt imod stangen, for at det ser rigtigt ud på afstand.
Ud fra en historisk betragtning var flaget i begyndelsen kvadratisk (efter solkorset) og blev først ved reformationen ændret til et galgekors – det nuværende udseende. De kvadratiske versioner kan bl.a. ses hos Gelre (se nedenfor) samt i mange tidlige danske militære faner.
Forholdet mellem flagstang og dannebrogs højde bør være 5:1 (10 m flagstang – dannebrog 200 cm højt).
Ved flag på halv stang (begravelser) skal underkanten af flaget være midt på flagstangen.

## Myten om Dannebrogs fald fra himlen
Dannebrogs oprindelse er knyttet til en populær myte, der fortæller, at flaget skulle være faldet ned fra himlen som et tegn fra Gud under et slag i Estland i starten af 1200-tallet. De tidligst dokumenterede gengivelser af myten er fra 1500-tallet i form af dels forfatteren af Danske Krønike fra 1520'erne Christiern Pedersen og dels munken Peder Olsen (Petrus Olai) fra Gråbrødreklostret i Roskilde. Både Christiern Pedersen og Peder Olsen oplyser, at begivenheden fandt sted i året 1208 i Livland på et sted, som kaldes Fellin (Viljandi) i nutidens Estland. Begge ser ud til at bygge på den samme, nu ukendte kilde, der omtaler myten i forbindelse med et ellers ukendt korstog til Livland i 1208. Peder Olsen ændrede imidlertid dateringen af slaget til 1219, og en række historikere har fulgt ham siden. Fremstillingen hos Peder Olsen, der findes i en samling notater, Collectanea, til Danmarks historie og menes at være skrevet omkring 1527, lyder:
"Et andet sted står der, at da de rettroende danske på denne Valdemar II's tid i det Herrens år 1208 kæmpede i Livland på det sted, som kaldes Fellin, mod de vantro livlændere og allerede næsten overvundne fromt anråbte om guddommelig hjælp, modtog de straks som belønning et banner, der faldt ned fra himlen, og som var mærket med et hvidt kors, påtrykt en ulddug, og de hørte en røst fra himlen, at når det blev løftet højt til vejrs, ville de straks knuse deres modstandere og vinde fuldstændig sejr; og således skete det. Men det banner plejer med sit sædvanlige navn at kaldes Danebroge. (Denne sejr menes at være den, som danskerne vandt i Estland, og som allerede er omtalt for nylig; men der er fejl i årstallet etc. - Ligeledes har jeg et andet sted fundet, at kong Valdemar og ærkebiskop Anders gjorde et tog til Estland i 1220)."
Historikeren Arild Huitfeldt gav Dannebrogsmyten den endelige form, som vi kender i dag, i sin krønike fra 1599, hvor han tidsfæstede den til slaget ved Lyndanisse (i dag Tallinn i Estland) den 15. juni 1219, senere kendt og markeret som Valdemarsdag. I sin krønike overlod Huitfeldt det dog til læseren at bedømme, hvorvidt flaget blev givet til Valdemar Sejr af paven som et korstogsmærke, eller om beretningen om faldet fra himlen skulle tages som symbol for, at sejr alene tildeles af Gud. Den senere danske historieskriver Thomas Bartholin var derimod i sin historie om Dannebrogsordenen uenig med Huitfeldt. Bartholin erklærede sig overbevist om, at flaget var faldet ned fra himlen i 1219 som et sandt mirakel.
Sagnet om det nedfaldne flag er uden direkte forbillede, men lignende historier om guddommelige tegn fra himlen findes i en række andre lande. Således fortæller en myte om den romerske kejser Konstantin den Store, at han i en åbenbaring så korsets tegn på himlen og hørte en røst sige ordene In hoc signo vinces ("I dette tegn skal du sejre") før et afgørende slag mod en rival i 312. Fra Portugal (hvorfra dronning Berengaria stammer) findes en tradition fra 1217 om et jærtegn i form af et kors på himlen til tegn på portugisernes sejr over maurerne i kampen ved Alcazar - altså en tradition, der tidsfæstes til næsten samme tidspunkt som den danske. Det portugisiske sagn kan have været kendt også i Danmark og have styrket den danske tradition, men der er intet bevis for en direkte forbindelse.
Myten om Dannebrogs fald fra himlen anses for at have været mindst lige så vigtig som flaget i sig selv for den danske nationalfølelse og selvforståelse, der voksede frem i løbet af 1800-tallet. Et eksempel er maleren Christian August Lorentzens berømte og handlingsmættede genrebillede fra 1809 af slaget ved Lyndanisse, hvor man ser skyerne åbne sig og flaget dale ned over slagmarken. Et andet vigtigt eksempel er B.S. Ingemanns meget populære historiske roman om Valdemar Sejr, skrevet i 1826, hvor toget til Estland og flagmyten også indgår.

## Historie

### Danske bannere før Dannebrog
Ifølge traditionen har danske konger tilbage i vikingetiden brugt en ravnefane med Odins ravn broderet i sort på rød bund, når de drog i krig. Kong Knud 2. den Store skulle således have ført et ravnebanner i slaget ved Ashington i Essex i 1016

### Korsflag i middelalderen
Korset var et meget benyttet symbol i middelalderen, og farverne rød og hvid går igen flere steder i forskellige kombinationer fra denne tid. Det engelske flag er således en hvid dug med et rødt kors. Ifølge professor i middelalderhistorie Kurt Villads Jensen var der stor symbolværdi i farverne rød og hvid, fordi de symboliserede blod og renhed og dermed var knyttet til den bibelske fortælling om Jesus. På Bayeux-tapetet fra omkring 1068 fører bagtroppen et rødt flag med et hvidt kors i slaget ved Hastings i 1066. Ioannis Skylitzis Krønike fra Biblioteca Nacional i Madrid viser væringer fra Miklagård omkring år 1100 med et rødt flag med et hvidt kors. Kombinationen af rød flagdug med hvidt kors dukker også op en del steder i middelalderen, således i fyrstehuset Savoyen, hos det tysk-romerske rige og hos den kristne munkeorden Johanniterordenen, ligesom den samme type flag blev brugt i Frankrig og af byerne Wien, Pisa og Gdansk. Flagets design var dermed velkendt og hyppigt brugt, allerede inden den første dokumenterede brug i Danmark i 1300-tallet.

### Det danske korsflags oprindelse
Det er uvist, hvornår Dannebrog først begyndte at blive anvendt af de danske konger. Historisk vides det anvendt i hvert fald siden Valdemar Atterdags regeringstid i 1300-tallet. Dannebrog er således bevidnet af den hollandske herold Gelre (1334-1375), der i værket "Armorial Gelre" blandt andet gengiver et våben for "die coninc van danmarke",der viser rigsvåbenet med 3 leoparder forbundet med en gylden hjelm med hermelinsklædte og påfuglebesatte vesselhorn samt et kvadratisk Dannebrogsflag. Ligeledes i Bellenville-våbenbogen 1380-90 findes et skjold med et kors med navnet Denenbroce over. Fra denne tid må både flagets navn og udseende derfor regnes som værende fastslåede kendsgerninger. Således er både flaget og navnet dokumenteret senest fra Valdemar Atterdags tid, men kan også være betydelig tidligere. Mønter, der viser et korsbanner, blev således slået i Danmark allerede under Valdemar den Store, der regerede 1154-82. Det menes derfor normalt, at flaget har sin oprindelse i det danske korstogsengagement, der begyndte under Valdemar den Store.
Den danske 1800-tals-historiker A.D. Jørgensen beskæftigede sig med spørgsmålet om Dannebrogs oprindelse i flere tidsskriftsartikler. Han diskuterede bl.a. spørgsmålet, om korsflaget kunne være overtaget fra johanniterne under Valdemar Atterdag eller være givet som korstogstegn af paven, men tilbageviste begge muligheder. Han opstillede derpå en selvstændig hypotese om, at korsmærket blev antaget af den danske konge netop i forbindelse med slaget ved Lyndanisse ved biskop Theodoriks mellemkomst. Theodoriks oprindelse er ukendt, men han optrådte ifølge Jørgensen som missionær både hos liverne og esterne i forskellige episoder med sagnagtige træk. I 1201 fik han en bulle af pave Innocens, der opfordrede alle kristne i Vendland og Saxland til at drage til Livland. Theodorik forsøgte at få anerkendt Baltikum som sit bispedømme, men stødte på vanskeligheder, hvorefter han ifølge Jørgensen sluttede sig til den danske konge, idet paven havde givet biskop Anders Sunesen en bulle på at indvie en biskop i Estland. Da tempelridderne på daværende tidspunkt havde et rødt kors på hvid baggrund som sit mærke, måtte et dansk korstog ske under et andet mærke, og Jørgensen forestillede sig, at han så "lånte" johanniternes korsbanner. Jørgensen forestillede sig, at esterne under slaget ved Lyndanisse i 1219 kunne have angrebet biskop Theodoriks telt, fordi der foran var et banner, som blev opfattet som hovedbanneret (= kongens banner). Det skulle således være det senere Dannebrog, der var opsat foran hans telt, og som slaget med esterne derfor kom til at stå om. Theodorik døde under slaget, og Jørgensen forestillede sig videre, at omstændighederne omkring fanens oprindelse og betydning efter slaget måtte have været uklare. "Saa sagde man, at det var kommet ned fra Himlen midt i Slagets trængsel". Jørgensen selv understregede dog, at denne hypotese på intet punkt havde konkret støtte i de skriftlige kilder, og at "kun derom er alle enige, at Savojens Kors er lig Johanniternes, og det samme er Tilfældet med vort Danebroge."

### Dannebrogs senere historie
Det danske korsflag kendes brugt af Erik af Pommern og symboliserede da Lübecks våben, fordi han ønskede, at han var herre over denne by.[kilde mangler] Lübecks gamle våben var et hvidt kors på en rød baggrund, dannet som en modsætning til de tysk-romerske kejseres hvide flag med et rødt kors, et flag som stammede fra Romerriget, og som er bevaret i det engelske flag. Erik af Pommern indførte dannebrogskorset i sit segl, og siden har det indgået i alle danske rigsvåbener.
Under krigen i Ditmarsken i 1500 anvendte den danske konges hær et Dannebrogsflag, som 1500-tallets historieskrivere opfattede som det originale fra 1219, "nedfalden fra himlen til kong Valdemar II". Under slaget ved Hemmingstedt blev det ført af marsk Hans von Ahlefeldt. Han faldt imidlertid under slaget, og flaget blev erobret af ditmarskerne. De ophængte det i kirken i Wöhrden, og det blev først generobret af danskerne i 1559 – da næsten ødelagt af fugtighed og ælde – og ophængt i Slesvig Domkirke, hvor det endeligt gik til engang i 1660'erne.
I borgerkrigen Grevens fejde anvendte den ene part et stribet flag; blåt, gult og rødt i rigsvåbnets farver, og den anden part, den sejrende, brugte et rødt-hvidt korsflag, med fire lige lange arme.[kilde mangler]

### Nyere tid
Siden 1500-tallet har Dannebrog angivet danske skibes nationalitet, og i 1600- og begyndelsen af 1700-tallet indgik et Dannebrogsfelt i hærens faner. Indtil 1743 brugte man et sort-hvidt korsflag som sørgeflag; derefter blev det besluttet at flage på halvt i stedet for. 1785 blev Dannebrog genindført som fane for nogle danske regimenter, og i 1801 blev det fane for landeværnet.
I 1807 digtede B.S. Ingemann:
"Vift højt på Kodans bølge
blodrøde Dannebrog"
og i de følgende årtier skrev flere danske digtere, N.F.S. Grundtvig, Oehlenschläger, Chr. Winther, H.C. Andersen, digte om Dannebrog. I 1830'erne og 1840'erne udviklede Dannebrog sig til et folkeflag. Der blev dog indført flagforbud for borgere i 1834. I 1842 blev Dannebrog regimentsfane i hele hæren, og i 1854 fik almindelige danske borgere ret til at hejse Dannebrog (dog ikke splitflag), da flagforbuddet blev ophævet igen.

## Lovgivning

### Skik og brug
Der er ingen dansk lovgivning, der direkte regulerer borgernes flagning med Dannebrog, men en række regler på enkeltområder og sædvane dækker en del af brugen.
En udbredt skik er, at flaget først må hejses ved solopgang, dog aldrig tidligere end klokken 08.00, og flaget tages ned senest ved solnedgang. Flag kan godt forblive oppe, såfremt det er belyst med projektør eller lignende.
Det er en udbredt skik, at Dannebrog aldrig må røre jorden, da flaget som udgangspunkt altid må behandles med værdighed. En myte siger også, at hvis Dannebrog rører jorden, vil Danmark komme i krig igen.[kilde mangler] Hos spejderbevægelsen er der en særlig procedure omkring flaghejsning.

### Regler for offentlige myndigheders brug af Dannebrog
- Officielle flagdage

- Om flagning til minde om 2. verdenskrig[43]

- Når man flager med flere landes flag[44]

## Officielle flag
Rigets flag/Splitflaget er Kongeriget's officielle symbol og må kun anvendes af statsinstutioner (med få undtagelser – se nedenfor) som forsvaret og kongehuset. Kongeriget Danmarks suverænitetsflag – rigets flag – føres fra Batteriet Sixtus på Marinestation København (ex Flådestation Holmen).
Som flag fører hæren og flyvevåbnet det samme splitflag som øvrige statsinstitutioner, mens søværnet i stedet fører et såkaldt orlogsflag, der har en mørkere rød farve end almindelige flag; kraprød eller i denne sammenhæng oftest omtalt som orlogsrød. Flaget følger dog samme dimensioner som de øvrige splitflag.
Desuden har Kongehuset og andre statsinstitutioner ofte deres egne flag. Det er normalt et splitflag med et særligt mærke indsat enten hvor korsarmene mødes eller i øverste venstre hjørne af flaget.

### Kongelige flag
Det nuværende kongeflag blev indført 16. november 1972 da Margrethe 2. indførte en ny version af kongevåbenet. Kongeflaget er et splitflag med kongevåbenet i et hvidt kvadrat i midten.

#### Andre kongelige flag
- Kronprinsflaget. Kronprins Christians flag
- Rigsforstanderflaget. Kan bruges af den fungerende rigsforstander
- Kongehusflaget. Kan bruges af alle medlemmer af det danske kongehus

#### Historiske kongelige flag
- Kongeflaget 1819-1903
- Kongeflaget 1903-1948
- Kongeflaget 1948-1972
- Dronning Ingrids flag (1948-2000)
- H.K.H. Prinsgemalens flag. Prins Henriks flag (1972-2002)
- H.K.H. Prinsgemalens flag. Prins Henriks flag (2002-2018)

### Private, der må flage med splitflag
En række andre har særlig tilladelse til at flage med splitflag eller har flaget uden at lovhjemlen har været kendt.
Salmonsens Konversationsleksikon fra 1919 har en liste over private borgere og institutioner, der har ret til at flage med splitflag.
- Skipperforeningen i København
- Flagmagerlavet (som Skilt)
- Studenterforeningen
- Klampenborg Badeetablissement
- Bryggeriet Carlsberg, ved kongelig reskript af 10. oktober 1876[46]
- Officersforeningen
- Den Kongelige Porcelænsfabrik
- Det kgl. danske Haveselskab
- Skamlingsbankeselskabet, siden 1891[48]
- Det kgl. Vaisenhus
- Søofficersforeningen
- Marienlyst Badeetablissement
- Grevskabet Lerchenborg
- Den Nordiske Industri-, Landbrugs- og Kunstudstilling i Kjøbenhavn 1888
- Polyteknisk Forening, studenterforeningen ved DTU, der har lov til at flage med splitflag, da den er indstiftet ved kongelig forordning.

Desuden kan "herboende danske tilhørende, dæksbåde (halvdæksbåde), som udelukkende er bestemt til lystfart" føre det såkaldte yacht-flag, der er et orlogsrødt splitflag, med teksten Y.F. skrevet med gylden skrift i øverste venstre kvadrant.

### Andre private organisationer
Følgende private organísationer har efter sigende ret til at føre splitflag. Der mangler dog dokumentation for dette.
- Livsforsikringsanstalten af 1871
- Roforeninger under Dansk forening for Rosport, Splitflag med DFfR med gylden skrift i øverste venstre kvadrant

## Udtjente flag
Danmarks-Samfundet anbefaler, at man tilintetgør et udtjent og ikke-præsentabelt Dannebrog – enten ved at brænde det selv eller lægge det som affald, der sendes til forbrænding. Det skal sikre, at flaget ikke ender med at blive brugt uhensigtsmæssigt som fx pudseklud.